# Paulo dos Santos
Paulo dos Santos (ur. 14 kwietnia 1960 w Porto Alegre) – piłkarz brazylijski, występujący na pozycji napastnika.

## Kariera klubowa
Zawodową karierę piłkarską Paulo Santos rozpoczął w klubie SC Internacional w 1981 roku. W Internacionalu 18 stycznia 1981 w wygranym 4-2 meczu z Ponte Preta Campinas Paulo Santos zadebiutował w lidze brazylijskiej. Z Internacionalem czterokrotnie zdobył mistrzostwo stanu Rio Grande do Sul – Campeonato Gaúcho w 1981, 1982, 1983 i 1984 roku.
Ostatni raz w lidze brazylijskiej Paulo Santos wystąpił 21 lipca 1985 w przegranym 1-2 meczu z Bangu AC. Ogółem w latach 1981–1985 w I lidze wystąpił w 31 meczach, w których strzelił 1 bramkę.

## Kariera reprezentacyjna
Paulo Santos występował w olimpijskiej reprezentacji Brazylii. W 1984 roku uczestniczył w Igrzyskach Olimpijskich w Los Angeles na których Brazylia zdobyła srebrny medal. Na turnieju Paulo Santos wystąpił tylko w meczu ćwierćfinałowym reprezentacji Brazylii z Kanadą.